# Kakehashi-Literaturpreis
Der Kakehashi-Literaturpreis („Kakehashi“ bedeutet Brückenschlag; bis 2019 Merck-Kakehashi Literaturpreis) wird seit 2014 alle zwei Jahre an Übersetzer, die ein deutschsprachiges literarisches Werk zur Übersetzung ins Japanische vorschlagen, sowie an die Autoren vergeben. Der Preis wird ausgeschrieben durch das Unternehmen Merck und das Goethe-Institut in Tokio. Die deutschsprachige Gegenwartsliteratur in Japan soll dadurch stärker gefördert und die Leistung der Übersetzungsarbeit gewürdigt werden. 
Die Preissumme beläuft sich auf insgesamt 20.000 €, die auf den Autor, den Übersetzer und den Nachwuchsübersetzer verteilt wird. Außerdem ist mit der Entscheidung auch eine Vereinbarung zur Übersetzung des ausgewählten Werks ins Japanische verbunden. Der Förderpreis für Nachwuchsübersetzer wurde erstmals 2024 vergeben. Die Übergabe des Preises findet in Tokio statt.

## Preisträger
| Jahr | Deutscher Titel              | Autor           | Übersetzer       | Japanischer Titel      | ISBN           |
| ---- | ---------------------------- | --------------- | ---------------- | ---------------------- | -------------- |
| 2014 | Seelandschaft mit Pocahontas | Arno Schmidt    | Wada Jun         | ポカホンタスのいる湖景 | 978-4801002111 |
| 2016 | Mehr Meer                    | Ilma Rakusa     | Fuminari Niimoto | もっと、海を           | 978-4862656469 |
| 2018 | Indigo                       | Clemens J. Setz | Ayano Inukai     | インディゴ             | 978-4336070890 |
| 2020 | Kruso                        | Lutz Seiler     | Jisung Kim       |                        | 978-3518424476 |
| 2022 | Drang nach Osten             | Artur Becker    | Tsuzuko Abe      |                        | 978-3863371197 |
| 2024 | Die Hauptstadt               | Robert Menasse  | Tomoko Fukuma    |                        | 978-3518469200 |